# Ludwik Józef François
Ludwik Józef François, Louis-Joseph François (ur. 3 lutego 1751, zm. 3 września 1792) – francuski prezbiter katolicki, męczennik, błogosławiony Kościoła katolickiego. 

## Życiorys
Urodził się 3 lutego 1751 roku. Był kapłanem. W dniu 3 września 1792 roku został zamordowany w seminarium. Beatyfikował go papież Pius XI w dniu 17 października 1926 roku w grupie 191 męczenników.